# Brugsen
Brugsen var tidligere navnet for alle FDB's dagligvarebutikker, og er i dag det primære navn for det nuværende Coops supermarkeder. Navnet blev siden suppleret med og afløst af SuperBrugsen (etbl. 1991), Dagli'Brugsen (1992-2023) og LokalBrugsen (1995-2019), der primært er en opdeling af de gamle Brugsen-butikker efter omsætning.
I 2016, lancerede Coop Danmark et nyt koncept ved at omdanne nogle få butikker i hovedstadsområdet til Brugsen-butikker, inklusiv en flagskibsbutik ved Københavns Hovedbanegård.
I 2023 blev det besluttet at samtlige butikker skulle samles under enten "Brugsen" eller "Coop"-navnet, men i 2024 blev det dog besluttet at bibeholde navnet SuperBrugsen hos de større butikker.
De resterende er enten blevet til Brugsen eller 365 (tidligere Fakta), imens "Coop" og Dagli'Brugsen blev droppet som navn til selve butikkerne.
Brugsen har eksisteret i Grønland siden 1964, året efter oprettelsen af den første grønlandske brugsforening. I 1991 blev de selvstændige brugsforeninger samlet i Kalaallit Nunaanni Brugseni (KNB).